# Đoàn Bá Cang
Đoàn Bá Cang (18 tháng 8 năm 1928 – 28 tháng 7 năm 2019), là nhà ngoại giao Việt Nam Cộng hòa, đồng thời cũng là vị đại sứ cuối cùng của Việt Nam Cộng hòa tại Úc.

## Tiểu sử
Đoàn Bá Cang chào đời ngày 18 tháng 8 năm 1928 tại tỉnh Bến Tre, Nam Kỳ, Liên bang Đông Dương.
Ông tốt nghiệp cử nhân Trường Trung học Chasseloup-Laubat ở Sài Gòn năm 1949, lấy bằng luật của Đại học Paris năm 1952 và bằng luật tư năm 1953, rồi về sau đậu thêm bằng luật công năm 1954. Cùng năm, ông gia nhập Bộ Ngoại giao Quốc gia Việt Nam và công tác tại các đại sứ quán ở Phnôm Pênh và Ankara.
Từ năm 1964 đến năm 1965, ông làm tham vụ Đại sứ quán Việt Nam Cộng hòa tại Pháp. Năm 1965, ông trở về nước và giữ chức vụ Giám đốc Văn phòng Sự vụ châu Âu và châu Phi của Bộ Ngoại giao Việt Nam Cộng hòa. Cùng năm đó, ông được cử sang Nhật Bản trên cương vị là Tham vụ Đại sứ quán Việt Nam Cộng hòa tại Nhật Bản cho đến năm 1967.
Ông trở về nước vào năm 1967 và lên làm Bộ trưởng tại Phủ Thủ tướng của Nội các Nguyễn Văn Lộc cho đến năm 1968. Từ năm 1968 đến năm 1970, ông là Phó Tổng lãnh sự Việt Nam Cộng hòa tại Paris. Từ năm 1970 đến năm 1972, ông được bổ nhiệm làm Công sứ và Đại biện của Đại sứ quán Việt Nam Cộng hòa tại Nhật Bản. Từ năm 1972 đến năm 1974, ông giữ chức Đại sứ tại New Zealand, và từ năm 1974 đến năm 1975, ông giữ chức Đại sứ tại Úc, đây cũng là nhiệm kỳ cuối cùng của ông.
Sau biến cố 30 tháng 4 năm 1975, ông cùng gia đình định cư ở Sydney. Ông qua đời tại Sydney vào ngày 28 tháng 7 năm 2019.

## Đời tư
Đoàn Bá Cang đã kết hôn, sinh được một cậu con trai và hai cô con gái. Vợ ông cũng là người tỉnh Bến Tre, cả hai đều là thành viên Hội Đồng hương Bến Tre.

## Vinh danh
- Đệ Nhị Hạng Chương Mỹ Bội Tinh[2][5][6]
- Đệ Nhất Hạng Hành Chính Bội Tinh[2][6]
- Đệ Nhất Hạng Công Cộng Phục Vụ Bội Tinh[2][6]